# Киспе, Розмери
Розмери Киспе Гуарачи (исп. Rosmery Quispe Guarachi; род. 20 августа 1983, Ла-Пас) — боливийская легкоатлетка, специалистка по бегу на длинные дистанции и марафону. Выступала на профессиональном уровне в 2008—2016 годах, победительница и призёрка ряда крупных международных стартов, многократная чемпионка Боливии, участница летних Олимпийских игр в Рио-де-Жанейро.

## Биография
Розмери Киспе родилась 20 августа 1983 года в городе Ла-Пас, Боливия.
Впервые заявила о себе в лёгкой атлетике в сезоне 2008 года, когда с результатом 1:17:28 стала бронзовой призёркой на домашнем полумарафоне в Кочабамбе.
В 2009 году в беге на 10 000 метров выиграла бронзовую медаль на Боливарианских играх в Сукре.
В 2010 году заняла 11-е место на полумарафоне в Коамо, закрыла десятку сильнейших на чемпионате Южной Америки по полумарафону в Лиме.
Будучи студенткой, в 2011 году представляла Боливию на Всемирной Универсиаде в Шэньчжэне — на дистанциях 5000 и 10 000 метров показала 14-й и 11-й результаты соответственно.
В 2012 году выиграла чемпионат Боливии в беге на 1500 и 5000 метров, была третьей на полумарафоне в Каракасе, второй на полумарафоне в Кочабамбе.
В 2013 году защитила звание национальной чемпионки в дисциплине 5000 метров, финишировала третьей на полумарафоне в Каракасе, стартовала на Боливарианских играх в Трухильо, где сошла с полумарафонской дистанции, не показав никакого результата.
В 2015 году вновь стала чемпионкой страны в 5000-метровом беге, заняла 12-е место в дисциплине 10 000 метров на Панамериканских играх в Торонто, с личным рекордом 1:17:43 превзошла всех соперниц на Амстердамском полумарафоне.
В 2016 году на Гамбургском марафоне пришла к финишу 17-й и установила при этом свой личный рекорд — 2:43:47. Выполнив олимпийский квалификационный норматив (2:45:00), удостоилась права защищать честь страны на летних Олимпийских играх в Рио-де-Жанейро — в программе марафона показала время 2:58:32, расположившись в итоговом протоколе соревнований на 117-й строке. По окончании Олимпиады в Рио завершила спортивную карьеру.